# Galina Nikolajewna Ogurejewa
Galina Nikolajewna Ogurejewa (russisch Галина Николаевна Огуреева; * 11. September 1935 in Moskau) ist eine sowjetische bzw. russische Biogeographin, Geobotanikerin und Hochschullehrerin.

## Leben
Während des Deutschen Angriffskriegs lebte Ogurejewa mit der Familie in der Evakuierung in Saratow und Omsk. Sie studierte 1953–1958 an der Lomonossow-Universität Moskau (MGU) in der Geobotanik-Abteilung der Biologie-Bodenkunde-Fakultät.
Darauf arbeitete Ogurejewa als wissenschaftliche Mitarbeiterin des Botanischen Gartens der MGU, um 1960 wissenschaftliche Junior-Mitarbeiterin der Geographie-Fakultät der MGU zu werden. Dort absolvierte sie 1962–1965 die Aspirantur am Lehrstuhl für Biogeographie. Ihre Lehrer waren Anatoli Woronow, Alexander Kriwoluzki und Pawel Smirnow. Sie verteidigte 1966 ihre Kandidat-Dissertation über die Birken der Südhälfte des sowjetischen Fernen Ostens mit Erfolg für die Promotion zur Kandidatin der geographischen Wissenschaften. Sie wurde 1970 zum Mitglied der Sowjetischen Geographischen Gesellschaft gewählt.
Neben ihrer Forschungstätigkeit am Lehrstuhl für Biogeographie der MGU lehrte Ogurejewa dort und wurde 1984 zur Dozentin ernannt. Ab 1991 leitete sie das Laboratorium für Biogeographische Kartierung des Lehrstuhls. Sie verteidigte 1999 ihre Doktor-Dissertation über die geobotanische Analyse und Kartierung der Vegetation auf Bergen im Hinblick auf Russland und angrenzende Territorien mit Erfolg für die Promotion zur Doktorin der geographischen Wissenschaften.
Seit 2000 ist Ogurejewa Professorin des Lehrstuhls für Biogeographie der MGU (2002 förmliche Ernennung). Seit 2002 ist sie Vollmitglied der Russischen Akademie der Naturwissenschaften. Mit anderen erstellte sie die Vegetationskarte Europas (2003). Sie beteiligte sich an der russisch-mongolischen Biologie-Verbundexpedition zur Erforschung der Flachland- und Bergland-Steppen der Mongolei (1995, 2008, 2010–2015).

## Ehrungen, Preise
- D.-N.-Anutschin-Preis (1997)[1]
- Preis der Regierung der Russischen Föderation im Bereich Bildung (2001)[3]
- M.-W.-Lomonossow-Preis der MGU für Pädagogische Tätigkeit (2002)[1]
- Verdiente Professorin der MGU (2010)[1]